# Karl Ritter von Prager
Karl Ritter von Prager, nemški general, * 23. oktober 1875, † 31. januar 1959.